# Земње
Земње (слч. Zemné, мађ. Szímő) насељено је мјесто са административним статусом сеоске општине (слч. obec) у округу Нове Замки, у Њитранском крају, Словачка Република.

## Становништво
| Година:    | 1994. | 2004.   | 2014.   | 2024.   |
| ---------- | ----- | ------- | ------- | ------- |
| Број људи: | 2217  | 2211    | 2225    | 2112    |
| Разлика:   |       | -0,27 % | +0,63 % | -5,07 % |

| Година:    | 2023. | 2024.   |
| ---------- | ----- | ------- |
| Број људи: | 2116  | 2112    |
| Разлика:   |       | -0,18 % |

Према подацима о броју становника из 2011. године насеље је имало 2.287 становника.